# Adelfa Calvo
Adelfa Calvo (Màlaga, 5 de maig de 1962) és una actriu espanyola coneguda per interpretar el paper de Rosario en la sèrie espanyola El secreto de Puente Viejo. Va ser guardonada l'any 2018 amb el premi Goya a la millor actriu secundària per la pel·lícula El autor.

## Biografia
Nascuda a Màlaga l'any 1962, va adquirir una certa popularitat al 2004 gràcies a la sèrie Cuéntame como pasó, en què va interpretar la mare de Fuencisla. Al 2008 va interpretar la mare de Nicola a Hospital Central.
Després de dues pel·lícules els anys 2010 i 2011, va assolir la fama amb el paper de la humil però carismàtica servent Rosario a la telenovel·la El secreto de Puente Viejo.

## Trajectòria

### Cinema
- 1999 : Hanul Carpatilor (la posada dels Carpats) de Rafael Ramírez Campos i Benjamí Ramírez Regna
- 2010 : Biutiful d'Alejandro González Iñárritu
- 2011 : No tengas miedo de Montxo Armendáriz
- 2011 : La voz dormida de Benito Zambrano
- 2012 : Grupo de élite d'Alberto Rodríguez
- 2012 : Miel de naranjas d'Imanol Uribe
- 2014 : La isla mínima d'Alberto Rodríguez
- 2015 : A cambio de nada de Daniel Guzmán
- 2017 : El autor de Manuel Martín Conca
- 2018 : Viaje al cuarto de una madre de Celia Rico

### Televisió
- 2004: Wonder Years, com a mare de Fuencisla
- 2006: Él bacino Occidental
- 2008: Hospital Central, com a mare de Nicolás
- 2010: Bayberry
- 2011-2017: El secreto de Puente Viejo, com a Rosario Pacheco
- 2017: La casa de papel, com a mare de Tokio
- 2019: Toy Boy, com a Doña Benigna Rojas

## Premis
- 2018 - Premi Asecan Aisge Intèrpret Femenina, atorgat per l'Associació d'Escriptors i Escriptores de Cinema d'Andalusia, Asecan.[2]
- 2017 - Premi Unión de Actores a la millor actriu secundària de cinema per “El autor”.[3]